# Physarales
Physarales is een orde van slijmzwammen. De orde is voor het eerst wetenschappelijk beschreven door Thomas Huston Macbride in 1922.
Het bevat de volgende families:
- Didymiaceae
- Elaeomyxaceae
- Physaraceae